# Essie Davis
Essie Davis   (Hobart, 7 de gener de 1970) és una actriu i cantant australiana, més coneguda pels seus papers de Phryne Fisher a Miss Fisher's Murder Mysteries i la seva adaptació cinematogràfica, Miss Fisher and the Crypt of Tears, i com Amelia Vanek a Babadook. Altres obres importants inclouen un paper recurrent com Lady Crane a la temporada sisena de la sèrie de televisió Game of Thrones, Sister Iphigenia a Lambs of God, i el paper d'Ellen Kelly a la True History of the Kelly Gang de Justin Kurzel.

## Primers anys i educació
Davis va néixer i es va criar a Hobart, Tasmània. És filla de l'artista local George Davis.
Va ser educada a la Clarence High School; Rosny College; la Universitat de Tasmània, on va ser membre de l'Old Nick Company; i del National Institute of Dramatic Art (NIDA) a Sydney.

## Carrera
La seva carrera d'actriu va començar amb la companyia Bell Shakespeare quan, directament de NIDA, va ser seleccionada per interpretar Julieta en la seva producció de 1993 de Romeu i Julieta. Va seguir amb actuacions per a la companyia a Hamlet i Rihard III el 1993, i Macbeth i La feréstega domada el 1994.
La carrera cinematogràfica de Davis va començar amb el seu paper a la pel·lícula australiana de 1995 Dad and Dave: On Our Selection, protagonitzada per Geoffrey Rush, Leo McKern i Joan Sutherland. Els papers cinematogràfics van continuar a The Matrix Reloaded i The Matrix Revolutions, la pel·lícula de Tasmània de 1998 del director Richard Flanagan's The Sound of One Hand Clapping, and Girl with a Pearl Earring.
Després de més actuacions escèniques a Austràlia, incloent Gwendolen Fairfax en una gira nacional de La importància de ser Frank l'any 2000 i The School for Scandal per a la Sydney Theatre Company  el 2001, el 2003 va guanyar el Premi Laurence Olivier pel Millor Actriu Repartiment per la seva interpretació com a Stella Kowalski al costat de Glenn Close a la producció de Trevor Nunn de Tennessee Williams obra Un tramvia anomenat Desig al National Theatre de Londres. El 2004 va protagonitzar una producció de Broadway de Tom Stoppard Jumpers al Brooks Atkinson Theatre, pel qual va obtenir una nominació al Premi Tony. El 2005 va aparèixer com a Sra. Nellie Lovett a la producció de la BBC de Sweeney Todd amb Ray Winstone.
A la pel·lícula del 2008, Hey, Hey, It's Esther Blueburger interpreta a la mare controladora de l'Esther. També el 2008, va aparèixer a la pel·lícula Australia amb Nicole Kidman i Hugh Jackman, dirigida per Baz Luhrmann. El mateix any, Davis va interpretar Maggie a La gata sobre la teulada de zinc calenta per a la Melbourne Theatre Company.
Davis va tornar a Tasmània per llançar la Tasmanian Theatre Company el 2008 i ajudar a donar suport al teatre local alhora que animava els joves a continuar participant en les arts. El 2011, va rebre una nominació al Logie Award pel seu paper d'Anouk a la minisèrie australiana The Slap. El 2012, 2013 i 2015, Davis va interpretar a Phryne Fisher, el personatge central del drama de gran audiència d'ABC Television, Miss Fisher's Murder Mysteries.
Davis va protagonitzar el llargmetratge debut de Jennifer Kent del 2014 Babadook. Pel seu treball a la pel·lícula Davis va ser nominada a un Premi AACTA a la millor actriu en un paper principal, un Premi internacional AACTA a la millor actriu i un Fangoria Chainsaw Award a la millor actriu protagonista. També va guanyar el premi a la millor actriu al XLVII Festival Internacional de Cinema Fantàstic de Catalunya.
El 2016, es va unir a la sèrie de HBO Game of Thrones a la Temporada 6 com Lady Crane; aquest paper no va continuar a la temporada 7.
El juny de 2016 va començar a filmar The White Princess, interpretant a la reina vídua Isabel ( Elizabeth Woodville).A principis de gener de 2017, els productors van publicar un videoclip de la sèrie com a tràiler breu (teaser).
El 2018, Davis va filmar la minisèrie Lambs of God per a Foxtel, interpretant el paper de germana Iphigenia. Va ser llançat el juliol de 2019 a Austràlia i s'ha venut a 46 territoris més. Per la seva actuació com a germana Iphigenia, Davis ha estat nominada al premi AACTA a la millor actriu principal en una sèrie dramàtica.
Més tard en el mateix any, Davis va interpretar a Ellen Kelly a la True History of the Kelly Gang de Justin Kurzel. La pel·lícula es va estrenar al Festival Internacional de Cinema de Toronto l'11 de setembre de 2019 i es va estrenar als cinemes australians el 2020 per Transmission Films.
També el 2018, Davis va repetir el seu paper de Phryne Fisher de la popular sèrie de televisió Miss Fisher's Murder Mysteries amb un llargmetratge d'acció i aventura autònom, Miss Fisher and the Crypt of Tears  Amb un pressupost de producció de 8 milions de dòlars australians, va acabar la producció a finals de novembre de 2018 i es va estrenar als cinemes el 2020.
A principis del 2019, Davis va filmar la comèdia dramàtica Babyteeth, interpretant el paper d'Anna. La pel·lícula va ser seleccionat per competir pel Lleó d'Or al 76a Mostra Internacional de Cinema de Venècia, on es va estrenar el 4 de setembre de 2019.
El 2020, Davis va acabar de rodar The Justice of Bunny King, interpretant el paper principal. La pel·lícula, coprotagonitzada per Thomasin McKenzie, es va rodar a Nova Zelanda.

## Vida personal
Davis es va casar amb Justin Kurzel el 2002. Tenen filles bessones.

## Filmografia

### Cinema
| Any  | Títol                                         | Paper                            | Notes                    |
| ---- | --------------------------------------------- | -------------------------------- | ------------------------ |
| 1993 | The Custodian                                 | Jilly                            | Llargmetratge            |
| 1995 | Dad and Dave: On Our Selection                | Kate Rudd                        | Llargmetratge            |
| 1996 | Lilian's Story                                | Zara                             | Llargmetratge            |
| 1996 | River Street                                  | Wendy Davis                      | Llargmetratge            |
| 1997 | Blackrock                                     | Detective Gilhooley              | Llargmetratge            |
| 1997 | The Two-Wheeled Time Machine                  | Jove Alice                       | Curtmetratge             |
| 1997 | The Ripper                                    | Evelyn Bookman                   | Telefilm                 |
| 1998 | The Sound of One Hand Clapping                | Jean                             |                          |
| 2003 | The Matrix Reloaded                           | Maggie                           | Llargmetratge            |
| 2003 | The Pact                                      | Helene Davis                     | Llargmetratge            |
| 2003 | Girl with a Pearl Earring                     | Catharina                        | Llargmetratge            |
| 2003 | Code 46                                       | Doctor                           |                          |
| 2003 | The Matrix Revolutions                        | Maggie                           | Llargmetratge            |
| 2003 | After the Deluge                              | Beth                             | Telefilm                 |
| 2003 | Temptation                                    | Julie                            | Telefilm                 |
| 2005 | Isolation                                     | Orla                             |                          |
| 2006 | Charlotte's Web                               | Mrs. Arable                      | Llargmetratge            |
| 2006 | Sweeney Todd                                  | Mrs. Lovett                      | Telefilm                 |
| 2006 | The Silence                                   | Juliet Moore                     | Telefilm                 |
| 2008 | Hey, Hey, It's Esther Blueburger              | Grace Blueburger                 | Llargmetratge            |
| 2008 | Australia                                     | Catherine "Cath" Carney Fletcher | Llargmetratge            |
| 2010 | South Solitary                                | Alma Stanley                     |                          |
| 2010 | The Wedding Party                             | Jane                             |                          |
| 2010 | Legend of the Guardians: The Owls of Ga'Hoole | Marella (veu)                    | Llargmetratge d’animació |
| 2011 | The Last Time I Saw Michael Gregg             | Lottie                           | Video                    |
| 2011 | Burning Man                                   | Karen                            |                          |
| 2014 | A Poet in New York                            | Caitlin Thomas                   | Telefilm                 |
| 2014 | The Babadook                                  | Amelia Vanek                     | Llargmetratge            |
| 2016 | Assassin's Creed                              | Mary Lynch                       | Llargmetratge            |
| 2017 | Mindhorn                                      | Patricia Deville                 |                          |
| 2019 | Babyteeth                                     | Anna Finlay                      | Llargmetratge            |
| 2019 | True History of the Kelly Gang                | Ellen Kelly                      |                          |
| 2020 | Miss Fisher and the Crypt of Tears            | Phryne Fisher                    | Telefilm                 |
| 2021 | The Justice of Bunny King                     | Bunny King                       |                          |
| 2021 | Nitram                                        | Helen                            | Llargmetratge            |

### Televisió
| Any     | Títol                                       | Paper                          | Notes                                                                 |
| ------- | ------------------------------------------- | ------------------------------ | --------------------------------------------------------------------- |
| 1997    | Water Rats                                  | Senior Detective Nicola Bourke | sèrie de televisió, 2 episodis: "Blood Trail" "Dead or Alive"         |
| 1998    | Kings in Grass Castles                      | Mary Costello                  | Minisèrie                                                             |
| 1998    | Murder Call                                 | Judy St. John                  | sèrie de televisió, temporada 2, episodi 9: "Deadfall"                |
| 2000    | Halifax f.p.                                | Alison Blount                  | sèrie de televisió, episodi: "The Spider and the Fly"                 |
| 2001    | Corridors of Power                          | Sophie                         | sèrie de televisió, temporada 1, episodi 4                            |
| 2002    | Young Lions                                 | Julie Morgan                   | sèrie de televisió, temporada 1, episodi 2: "Mardi Gras"              |
| 2003    | Enter the Matrix                            | Maggie (veu)                   | Videojoc                                                              |
| 2011    | Cloudstreet                                 | Dolly Pickles                  | Minisèrie                                                             |
| 2011    | The Slap                                    | Anouk                          | sèrie de televisió                                                    |
| 2012–15 | Miss Fisher's Murder Mysteries              | Phryne Fisher                  | sèrie de televisió                                                    |
| 2014    | Funny or Die Presents                       | Amelia                         | sèrie de televisió, episodi: "The Babadooks of Hazzard"               |
| 2016    | Game of Thrones                             | Lady Crane                     | sèrie de televisió, 3 episodis: "The Door" Blood of My Blood" No One" |
| 2017    | The White Princess                          | Elizabeth Woodville            | sèrie de televisió                                                    |
| 2017    | Philip K. Dick's Electric Dreams            | Vera                           | sèrie de televisió, episodi: "Human Is"                               |
| 2017    | The Last Post                               | Martha Franklin                | sèrie de televisió                                                    |
| 2019    | Lambs of God                                | Sister Iphigenia               | sèrie de televisió                                                    |
| 2022    | Guillermo del Toro's Cabinet of Curiosities | Nancy Bradley                  | sèrie de televisió, episodi: "The Murmuring"                          |
| 2024    | One Day                                     | Alison, Dexter's Mum           | Sèrie de Netflix; 4 episodis                                          |
| 2025    | Alien: Earth                                | Dame Silvia                    | sèrie de televisió                                                    |

## Premis i nominacions

### Cinema i televisió
| Any  | Cerimònia                                                     | Categoria                                                     | Treball                              | Resultat  |
| ---- | ------------------------------------------------------------- | ------------------------------------------------------------- | ------------------------------------ | --------- |
| 1995 | Premis AACTA                                                  | Millor actriu en un paper secundari                           | Dad and Dave: On Our Selection       | Nominat   |
| 2000 | Premis AACTA                                                  | Millor actriu en un programa de televisió o minisèrie         | Halifax f.p.: The Spider and The Fly | Nominat   |
| 2003 | Premis AACTA                                                  | Millor actriu convidada o secundària en un drama de televisió | After the Deluge                     | Guanyador |
| 2006 | Screamfest Horror Film Festival                               | Festival Trophy                                               | Isolation                            | Guanyador |
| 2011 | Cercle de Cítics de Cinema d'Austràlia                        | Millor actor secundari - Dona                                 | South Solitary                       | Guanyador |
| 2012 | Premis AACTA                                                  | Millor actriu principal en un drama de televisió              | Cloudstreet                          | Nominat   |
| 2012 | Premis ASTRA                                                  | Actuació més destacada d'un actor femení                      | Cloudstreet                          | Nominat   |
| 2012 | Premis Logie                                                  | Actriu més destacada                                          | The Slap                             | Nominat   |
| 2012 | Cercle de crítics de cinema d'Austràlia                       | Millor actriu – paper secundari                               | Burning Man                          | Nominat   |
| 2013 | Premis AACTA                                                  | Millor actiu secundària                                       | Burning Man                          | Nominat   |
| 2013 | Premis AACTA                                                  | Millor actriu protagonista en un drama de televisió           | Miss Fisher's Murder Mysteries       | Nominat   |
| 2014 | Premis Logie                                                  | Actriu més popular                                            | Miss Fisher's Murder Mysteries       | Nominat   |
| 2014 | Festival Internacional de Cinema Fantàstic de Bucheon         | Millor actriu                                                 | The Babadook                         | Guanyador |
| 2014 | XLVII Festival Internacional de Cinema Fantàstic de Catalunya | Millor actriu                                                 | The Babadook                         | Guanyador |
| 2014 | Toronto After Dark Film Festival                              | Millor actriu                                                 | The Babadook                         | Guanyador |
| 2014 | Premis AACTA                                                  | Millor actriu principal                                       | The Babadook                         | Nominat   |
| 2014 | Detroit Film Critics Society                                  | Millor actriu                                                 | The Babadook                         | Nominat   |
| 2014 | Houston Film Critics Society                                  | Millor actriu                                                 | The Babadook                         | Nominat   |
| 2014 | Online Film Critics Society                                   | Millor actriu                                                 | The Babadook                         | Nominat   |
| 2014 | San Francisco Film Critics Circle                             | Millor actriu                                                 | The Babadook                         | Nominat   |
| 2014 | Aliança de Dones Periodistes de Cinema                        | Millor actuació innovadora                                    | The Babadook                         | Nominat   |
| 2014 | Village Voice Film Poll                                       | Millor actriu                                                 | The Babadook                         | 3r lloc   |
| 2015 | Premis Saturn                                                 | Millor actriu                                                 | The Babadook                         | Nominat   |
| 2015 | Empire Awards                                                 | Millor debutant - Femení                                      | The Babadook                         | Nominat   |
| 2015 | Fangoria Chainsaw Awards                                      | Millor actriu protagonista                                    | The Babadook                         | Guanyador |
| 2015 | AACTA International Awards                                    | Millor actriu                                                 | The Babadook                         | Nominat   |
| 2015 | Premis Dorian                                                 | Actuació cinematogràfica de l'any - Femenina                  | The Babadook                         | Nominat   |
| 2016 | Premis Logie                                                  | Gold Logie                                                    | Miss Fisher's Murder Mysteries       | Nominat   |
| 2016 | Premis Logie                                                  | Millor actriu                                                 | Miss Fisher's Murder Mysteries       | Nominat   |
| 2016 | Premis Logie                                                  | Actriu més destacada                                          | Miss Fisher's Murder Mysteries       | Nominat   |
| 2019 | Premis AACTA                                                  | Millor actriu principal en un drama de televisió              | Lambs of God                         | Nominat   |
| 2020 | Film Club's The Lost Weekend                                  | Millor actiu secundària                                       | Babyteeth                            | Guanyador |
| 2020 | Premis AACTA                                                  | Millor actiu secundària                                       | Babyteeth                            | Guanyador |
| 2021 | Premis AACTA                                                  | Millor actiu secundària                                       | Nitram                               | Guanyador |

### Teatre
| Any  | Cerimònia       | Categoria                                     | Títol                     | Obra      |
| ---- | --------------- | --------------------------------------------- | ------------------------- | --------- |
| 2002 | Premis Helpmann | Millor actor femení en una obra de teatre     | The School for Scandal    | Nominat   |
| 2003 | Premis Olivier  | Millor actuació en un paper secundari         | Un tramvia anomenat desig | Guanyador |
| 2004 | Premi Tony      | Millor actriu destacada en una obra de teatre | Jumpers                   | Nominat   |